# Powers of Pain
I Powers of Pain sono un tag team di wrestling composto da The Barbarian e The Warlord.

## Carriera
In precedenza Paul Jones era stato il manager di The Barbarian (Sione Vailahi) nei territori affiliati alla National Wrestling Alliance nel periodo 1985–1987, mentre The Warlord (Terry Szopinski) era all'epoca assistito da Baby Doll. Poco tempo dopo Warlord e Doll lasciarono la NWA per andare nella zona della Central States dove Jones lavorava con Barbarian. Cominciò quindi un feud tra i due, e Doll smise di essere la manager di Warlord. Terminata la rivalità tra i due, Jones divenne il nuovo manager di Warlord ed unendolo insieme a Barbarian formò i Powers of Pain. Alla fine del 1987 la neonata coppia lasciò la NWA.

### Jim Crockett Promotions (1987-1988)
Quando Jones e i Powers of Pain arrivarono nella Jim Crockett Promotions alla fine del 1987, Barbarian e Warlord unirono le loro forze con Ivan Koloff creando così un trio.
Cominciarono quindi un feud con i Road Warriors, dei quali venivano considerati da alcuni come dei "cloni". Nel corso della rivalità, aggredirono il team rivale durante una gara di sollevamento pesi su panca, sbattendo la testa di Road Warrior Animal contro una pila di dischi dei pesi. Un (vero) infortunio a un'orbita oculare occorso ad Animal all'epoca fu attribuito, nella kayfabe, alle azioni dei Powers of Pain. In seguito, Warlord e Barbarian vinsero il titolo World Six-Man Tag Team Championship con Ivan Koloff sconfiggendo i Road Warriors e Dusty Rhodes.
Il feud proseguì per diversi mesi fino a quando i Powers lasciarono la federazione pur essendo ancora campioni in carica (insieme a Koloff), a causa del loro rifiuto di disputare uno scaffold match. Di conseguenza, furono privati del titolo.

### World Wrestling Federation

#### Rincorsa al titolo tag team (1988-1989)
I Powers of Pain fecero la prima apparizione in WWF il 18 giugno 1988 nel corso di un house show, dove sconfissero i Demolition (Ax & Smash) per conteggio fuori dal ring. Inizialmente, il duo era costituito da face e aveva come manager Tito Santana. Ebbero una rivalità importante con i Demolition che avevano sconfitto gli Strike Force (Santana & Rick Martel) per il titolo e infortunato Martel (kayfabe). I Powers of Pain furono presentati come due mercenari assoldati per aiutare Martel e Santana a vendicarsi dei Demolition per l'infortunio di Martel. All'evento SummerSlam 1988, The Baron debuttò come loro nuovo manager, guidandoli a vittorie con The Bolsheviks (Nikolai Volkoff & Boris Zhukov). The Baron lasciò la WWF all'inizio di novembre.
Divennero ufficialmente due heel proprio mentre i Demolition passarono tra le file dei "buoni" dopo che Mr. Fuji li tradì per diventare il manager dei Powers of Pain a Survivor Series 1988. Il feud con i Demolition si consluse a WrestleMania V con la vittoria dei Demolition.

#### Feud vari e scioglimento (1989-1990)
A seguito del fallimento nel conquistare il titolo tag team, i Powers of Pain ebbero delle rivalità con The Hart Foundation (Bret Hart & Jim Neidhart), Bushwhackers (Luke & Butch) e The Rockers (Shawn Michaels & Marty Jannetty). Al ppv Survivor Series, insieme a Zeus, fecero parte della squadra "Million Dollar Team" capitanata da Ted DiBiase, perdendo contro gli "Hulkamaniacs" (Hulk Hogan, Jake "The Snake" Roberts & Demolition). Barbarian e Warlord eliminarono i Demolition, per poi essere squalificati per avere attaccato in due Hogan.
Nel marzo 1990 il team si sciolse, con Mr. Fuji che vendette il contratto di Barbarian a Bobby "The Brain" Heenan e quello di Warlord a Slick. L'ultimo match dei Powers of Pain si disputò il 25 marzo a Hershey, Pennsylvania, vedendoli sconfitti per mano di Hulk Hogan e Big Boss Man.

#### Reunion (1991-1992)
Si riunirono in Giappone il 28 ottobre 1991 per affrontare e sconfiggere George & Shunji Takano. Anche se non ufficialmente con il nome Powers of Pain, Warlord e Barbarian lottarono insieme il 18 gennaio 1992 nel corso di un house show svoltosi a Boston, Massachusetts, perdendo contro The New Foundation ("The Rocket" Owen Hart & Jim "The Anvil" Neidhart).

### World Championship Wrestling (1995-1996)
Tornati nel circuito indipendente, i Powers of Pain vinsero il WWWA Tag Team Championship agli inizi degli anni novanta, prima di esordire nella World Championship Wrestling nel novembre 1995. In WCW il team fu ribattezzato "Super Assassins" con i due wrestler che ora indossavano una maschera, e fu assegnato loro Col. Robert Parker come manager. Disputarono solo cinque match insieme prima che Warlord lasciasse la WCW a causa di un infortunio e si ritirasse dal ring all'inizio del 1996, mentre Barbarian formò i Faces of Fear con Meng.

### Circuito indipendente (2003-presente)
Persero contro i Dream Team al "Road Warrior Hawk Memorial Show" dell'11 novembre 2003. Riformarono la coppia nel 2005 nella Gladiator Championship Wrestling, per poi riunirsi ancora nel 2012 nella Chikara, prendendo parte a un gauntlet match, durante il quale eliminarono i vecchi rivali dei tempi della WWF, i Demolition, prima di essere eliminati a loro volta da 1-2-3 Kid e Marty Jannetty.
I Powers of Pain continuarono a lottare occasionalmente, inclusi alcuni match disputati nella Big Time Wrestling nel febbraio 2016.

## Titoli e riconoscimenti
- American Pro Wrestling Alliance
  - APWA Tag Team Championship (1)[11]
- Jim Crockett Promotions
  - NWA World Six-Man Tag Team Championship (1) – con Ivan Koloff
- Pro Wrestling Illustrated
  - 97º posto nella lista dei migliori 100 tag team nella "PWI Years" 2003
- World Wide Wrestling Alliance
  - WWWA Tag Team Championship (1)[12]
- Wrestling Observer Newsletter
  - Worst Tag Team (1989)